# Brevirostruavis macrohyoideus
Brevirostruavis macrohyoideus — вид викопних енанціорнісових птахів, що існував у ранній крейді близько 120 млн років тому. Описаний у 2021 році.

## Скам'янілості
Добре збережений скелет птаха знайдено у відкладеннях формації Цзюфотан у провінції Ляонін на сході Китаю. Птах мав риси анатомії скелета, які невідомі серед ранніх птахів — надзвичайно довга під'язикова кістка та короткий дзьоб. Це вказує на спеціалізацію в харчуванні, подібну до колібрі. На думку вчених, Brevirostruavis macrohyoideus використовував свій довгий язик або для лову комах, або для того, щоб харчуватися пилком і нектаром рослин у лісі, де мешкав птах.